# Tinykin
Tinykin est un jeu vidéo de plateforme et de réflexion développé par le studio indépendant français Splashteam et édité par TinyBuild. Il sort le 30 août 2022 sur Windows, Xbox One, Xbox Series X/S, PlayStation 4, PlayStation 5 et Nintendo Switch.
Le jeu suit un archéologue nommé Milo, parti à la découverte d'une planète mystérieuse. Au cours de son voyage, il rencontre des Tinykin, de minuscules créatures dotées de capacités uniques qui lui permettent d'atteindre des lieux autrement inaccessibles, et de progresser dans ses objectifs.

## Système de jeu
Le protagoniste, Milo, se retrouve échoué en plein voyage interstellaire dans une maison humaine. Lui qui n'est pas plus grand qu'une fourmi doit parvenir à repartir à bord de son vaisseau, tout en réconciliant les différents peuples d'insectes qui ont pris possession de chaque pièce de la maison. Pour ce faire, il peut recruter des créatures minuscules nommées « Tinykins », qui, selon leur type, lui permettent d'accéder à des lieux autrement inaccessibles. Celles-ci se divisent en quatre catégories : les premières sont là pour lui faire la courte-échelle, d'autres peuvent servir de conduit à courant électrique, d'autres encore parviennent à déplacer des objets lourds, tandis que les dernières peuvent faire exploser des obstacles. Milo est chargé de les utiliser à bons escient dans les environnements de la maison, qui vont de la salle de bains au bureau, tandis que des objets de la vie domestique ont été réquisitionnés par les insectes pour leur servir de passerelle ou de bâtiment de fortune.

## Développement
Lors de son développement, le jeu est notamment soutenu par le Centre national du cinéma et de l'image animée.
Tinykin sort le 30 août 2022 sur Windows, Xbox One, Xbox Series X/S, PlayStation 4, PlayStation 5 et Nintendo Switch.

## Distinctions
Tinykin est nommé à plusieurs reprises dans des cérémonies de récompenses dans les mois suivant sa sortie, sans remporter de prix. En 2023, il apparaît ainsi dans les catégories du meilleur jeu indépendant et du meilleur game design des Pégases, et reçoit une « mention honorable » dans la catégorie du meilleur jeu indépendant (Grand Prix Seumas McNally) de l'Independent Games Festival.